# Grand Canyon Airlines
Grand Canyon Airlines ist eine amerikanische Fluggesellschaft mit Sitz in Tusayan, Arizona. Sie bietet Sightseeing-Touren und Charterdienste über und um den Grand Canyon an. Das Hauptbetriebszentrum ist der Flughafen Grand Canyon National Park in Arizona und der Boulder City Municipal Airport in Nevada.
Sie ist die neuntälteste operierende Fluggesellschaft der Welt.

## Geschichte
Parker Van Zandt, ein ehemaliger Pilot der Ford Motor Company, gründete Scenic Airways im Jahre 1927 und führte seine ersten Rundflüge mit einer Stinson SM-1 Detroiter bzw. Ford Trimotor AT-4 durch.  Innerhalb eines Jahres nach dem Start von Scenic Airways kaufte Van Zandt auch Ackerland, das die Stadt Phoenix umgab und baute dort Sky Harbour, das später der Sky Harbor International Airport werden sollte.
Im Jahr 1930 wurde Scenic Airways  während der Weltwirtschaftskrise verkauft. Obwohl die Fluggesellschaft liquidiert wurde, wurde sie unter dem neuen Namen Grand Canyon Airlines wiedereröffnet und von Piloten in der Region betrieben.
In den folgenden Jahren wechselte Grand Canyon Airlines einige Male den Besitzer.
Der Bauunternehmer Elling Halvorson, der im Nationalpark mit dem Bau einer Pipeline beschäftigt war, gründete 1965 Grand Canyon Helicopters und begann, Rundflüge mit Bell 206 Jet Ranger durchzuführen. Im Jahr 1967 übernahm er auch Grand Canyon Airlines und Papillon Helicopters, ein hawaiianisches Hubschrauberunternehmen.
John und Elizabeth Seibold führten ihre eigene Fluggesellschaft, Scenic Airlines (keine Verbindung zu Van Zandts Scenic Airlines), und flogen mit Cessna-Flugzeugen Touren durch den Grand Canyon und die umliegenden Gebiete. Im Jahr 2007 verkauften die Seibolds Scenic Airlines an Grand Canyon Airlines, und im Jahr 2009 begannen beide Fluggesellschaften unter einem Zertifikat zu operieren.

## Flotte
Die Flotte besteht mit Stand Juni 2023 aus 24 Flugzeugen:
| Flugzeugtyp                            | aktiv | bestellt | Anmerkungen | Sitzplätze |
| -------------------------------------- | ----- | -------- | ----------- | ---------- |
| de Havilland Canada DHC-6 „Twin Otter“ | 16    |          |             | 19         |
| Cessna 208B Grad Caravan               | 08    |          |             | 8          |
| Gesamt                                 | 24    |          |             |            |

## Zwischenfälle
- Am 18. Juni 1986 kollidierte eine de Havilland Canada DHC-6-300 Twin Otter (N76GC) der Grand Canyon Airlines mit einem von Helitech Helicopters betriebenen Bell 206 JetRanger-Hubschrauber. Mit beiden Luftfahrzeugen wurden Rundflüge über dem Grand Canyon durchgeführt, als sich die Kollision in der Nähe von Crystal Rapids ereignete. Bei der Kollision wurden alle 25 Menschen in beiden Flugzeugen getötet.[6]

- Am 27. September 1989 stürzte eine de Havilland Canada DHC-6-300 Twin Otter der Grand Canyon Airlines (N75GC) ab, als sie am Flughafen Grand Canyon National Park durchgestartet wurde. Beide Besatzungsmitglieder und acht von 19 Passagieren starben.[7]